# Jordan Larsson
Jordan Larsson (Róterdam, 20 de junio de 1997) es un futbolista sueco que juega en la demarcación de delantero para el F. C. Copenhague de la Superliga de Dinamarca. Es hijo del futbolista y entrenador sueco Henrik Larsson.

## Selección nacional
Tras jugar con la selección de fútbol sub-17 de Suecia, sub-19 y la sub-21, finalmente el 7 de enero de 2018 hizo su debut con la selección absoluta en un encuentro amistoso contra Estonia que finalizó con un resultado de empate a uno tras los goles de Henri Anier por parte de Estonia, y de Kalle Holmberg para el combinado sueco.

## Clubes
| Club                   | País         | Año       | Partidos | Goles |
| ---------------------- | ------------ | --------- | -------- | ----- |
| Högaborgs BK           | Suecia       | 2012-2014 | 43       | 12    |
| Helsingborgs IF        | Suecia       | 2014-2016 | 71       | 18    |
| NEC Nimega             | Países Bajos | 2017      | 24       | 4     |
| IFK Norrköping         | Suecia       | 2018-2019 | 51       | 19    |
| F. C. Spartak de Moscú | Rusia        | 2019-2022 | 83       | 27    |
| AIK Fotboll (cedido)   | Suecia       | 2022      | 11       | 3     |
| F. C. Schalke 04       | Alemania     | 2022-2023 | 12       | 0     |
| F. C. Copenhague       | Dinamarca    | 2023-     | 86       | 23    |

## Palmarés

### Títulos nacionales
| Título                 | Club             | País      | Año  |
| ---------------------- | ---------------- | --------- | ---- |
| Copa de Dinamarca      | F. C. Copenhague | Dinamarca | 2023 |
| Superliga de Dinamarca | F. C. Copenhague | Dinamarca | 2023 |
| Superliga de Dinamarca | F. C. Copenhague | Dinamarca | 2025 |
| Copa de Dinamarca      | F. C. Copenhague | Dinamarca | 2025 |